# Тёмный креургопс
Тёмный креургопс (лат. Creurgops dentatus) — вид птиц из семейства танагровых. Птицы обитают в субтропических и тропических горных влажных лесах, на высоте 1500—2150 метров над уровнем моря, на восточных склонах Анд от гор Кордильера-Вилькабамба в Куско (юго-восточный Перу) южнее до департамента Кочабомба и, возможно, в Санта-Крусе (Боливия). Длина тела 15,5 см, масса около 17 грамм.